# Петру Вулкан
Петру Вулкан (на румънски: Petru Vulcan) е арумънски и румънски поет и писател.

## Биография
Роден е като Петре Гину (Petre Ghinu) във влашкото битолско село Магарево, тогава в Османската империя, днес в Северна Македония. Годината му на раждане е спорна — самият той посочва 1869, но в документи, открити след смъртта му, е записана 1866 г. Завършва основно гръцко училище в родното си село. Остава кръгъл сирак и в 1880 година емигрира в Румъния, сменя името си и се установява в Хинова, край Турну Северин. Завършва лицея „Карол I“ в Крайова и в 1893 година започва да учи в Литературно-философския факултет в Букурещ. След една година се жени за Ана Райн, с която имат пет деца. Преди да завърши в 1897 година се мести в Кюстенджа, където работи като чиновник в областната управа до смъртта си.
Вулкан работи за утвърждаване на румънското присъствие в току-що присъединена Северна Добруджа и за поставяне на арумънския въпрос във фокуса на общественото мнение. Пише стихосбирка с арумънска поезия „Lilice de la Pind“ (Пиндски цветя), подписана от Пиндски овчар. На румънски издава стихосбирките „Zori“ (Зора), „Raiana“, „Pontice“ (Понтийски). На румънски издава и романите „Dragomir“, „Armăna“, „Liliana“, „Fecioara“, „Genii Rele“, „Mizerabilii noştri“, „Psihologia socială“ и повестите „Anecdote“, „Snoave“, „Medgee“, „Baba Sand“, „La Bacalaureat“, както и пиесите „Убийството на Стефан Михайляну“ драма в 4 акта (Кюстенджа, 1901), „Акрополис“, „Драма в Кафе Македония“, комедията „Дуел“, автобиографията „Icoane de viaţă“, пътеписите „Tropaeum Traiani“ и „Constantinopolul Semilunei“, историческата книга „Причини за упадъка на религиозното чувство и адвентизма“. Вулкан създава Литературния кръг „Овидиу“ и печата едноименното списание „Овидиу“, първото добруджанско литературно списание. В списанието публикват по арумънски и румънски въпроси Георге Мурну, Йон Папахаджи, Ташку Шунда, Миа Адам, Николае Бацария. В списанието излиза романът „Армъни“ (Арумъни) на търновски арумънски говор. В 1903 година публикува статията „Изкуствен патриотизъм“, в която се критикува румънското правителство, че не е подкрепило Илинденско-Преображенското въстание.
В 1900 година Вулкан е редактор на „Алманахул Мачедоромън“. На 8 септември 1898 година основава обществена библиотека в Кюстенджа и в 1906 г. публикува първия Национален албум Добруджа 1866-1877-1906, а в 1914 г. основава списанието „Романия де ла маре“. Директор е Културната лига. Пише в 20 списания и вестници: „Фамилия“, „Ревиста Идеалиста“, „Адеварул“, „Диминяца“, „Лумя ноуа“, „Епока“, „Дещептаря“, „Пенинсула Балканика“, „Трибуна Доброджей“, „Ромънул де ла Пинд“, „Куриерул Олтенией“, „Попорул“, „Лумина“. През май 1916 година основава асоциация на кюстендженските журналисти. От януари до юли издава в Букурещ „Трибуна Албано-Ромъна“.
Умира на 4 февруари 1922 година.